# Plume (écriture)
Pour les articles homonymes, voir Plume (homonymie).
 (avril 2019).

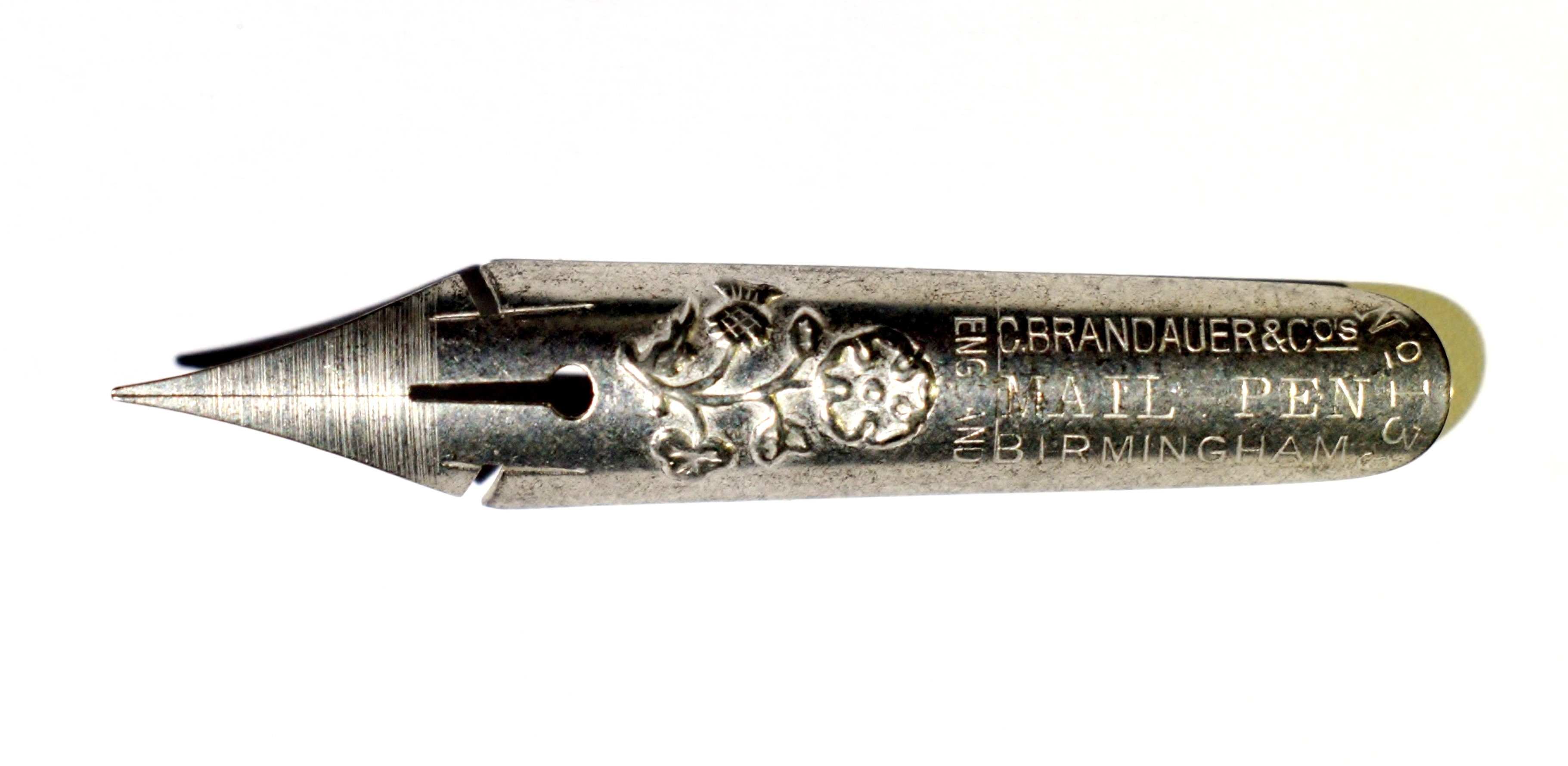
Plume métallique.

La plume est un instrument d'écriture de dessin constitué d'un corps rigide taillé en bec traversé par une fente qui achemine par capillarité de l'encre vers le support, papier, parchemin ou autre. Préparée à l'origine avec des plumes d'oiseau, elle est, depuis le XIXe siècle, fabriquée industriellement en acier et plus rarement dans d'autres matières.
Dans son montage le plus simple, la plume se fixe sur un porte-plume ; il faut la tremper fréquemment dans l'encrier pour la recharger en encre. À la fin du XIXe siècle, le stylo-plume permet, grâce à une réserve d'encre, de s'affranchir de cette contrainte.
La largeur du trait d'une plume terminée en pointe varie selon la force avec laquelle on l'appuie sur le papier. Celui des plumes terminées par un bec plat varie selon la direction du mouvement. En calligraphie latine, on parle de « pleins » pour désigner les traits larges, et de « déliés » pour les fins.

## Usage

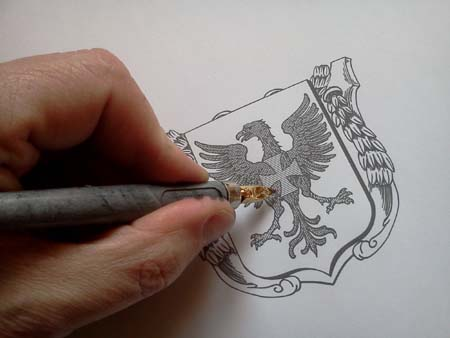
Dessin à la plume.

La plume sert à déposer de l'encre, contrairement aux instruments permettant de graver comme le style ou de déposer leur propre matière comme la craie, le fusain ou le crayon. Elle a été l'instrument principal de l'écriture en Occident, tandis que le pinceau dominait en Extrême-Orient et le calame au Moyen-Orient et en Afrique.
L'encre pénétrant dans le support, le trait de plume ne s'efface pas. Il peut à la rigueur se gratter ou se recouvrir d'une peinture blanche de correction ; mais il est en principe définitif. On utilise souvent la plume avec de l'encre noire pour mettre au net des dessins ou écritures préparés au crayon. La forme du trait et sa densité dépendent du support et de la force d'appui, de la direction et de la vitesse du mouvement de la pointe. On utilise généralement un papier à grain fin et encollé. Sur un papier absorbant, comme le papier journal ou le buvard, le trait s'épaissit en tache si la plume s'arrête.
Le dessin à la plume et à l'encre noire, fortement contrasté et sans aplats difficiles à reproduire, se prête bien à la reproduction photolithographique. Il a été le moyen privilégié du dessin de presse, puis de la bande dessinée, concurrencé tardivement par le pinceau, avant la généralisation des outils infographiques et le développement simultané du stylo-feutre.
Pour l'écriture manuelle à l'encre, des instruments évitant certains inconvénients de la plume l'ont remplacée dans la plupart des cas. Le stylo-plume évite le trajet vers l'encrier ; la plupart du temps, il propose un trait de largeur à peu près uniforme, avec une force d'appui minimale très faible. Le stylo à bille et le feutre, qui ont évolué au cours du XXe siècle, utilisent des encres résistant à l'eau. La plume en acier ne domine plus que la calligraphie, qui a perdu, avec la machine à écrire et ses développements informatiques, son caractère utilitaire.

## Histoire

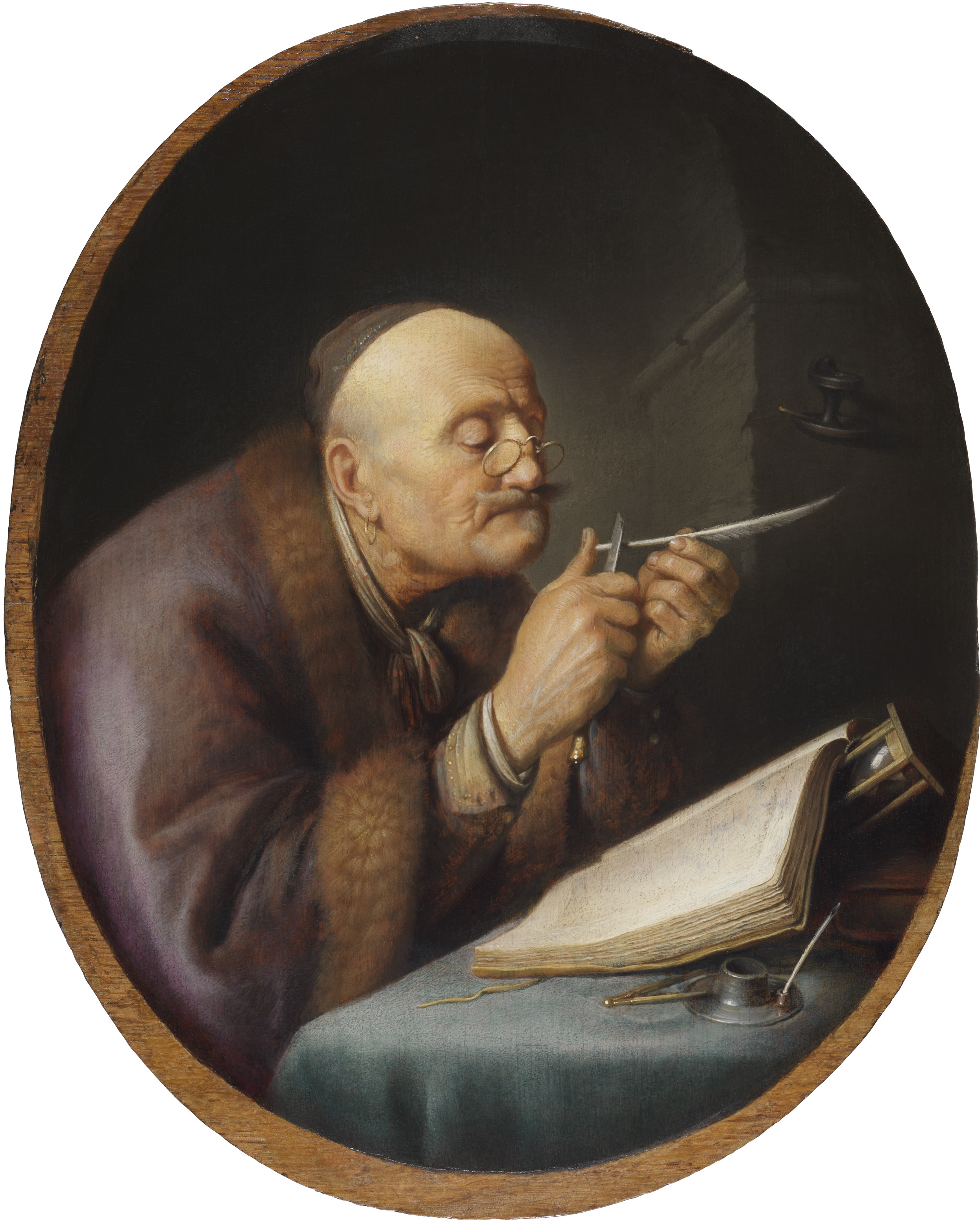
Un érudit affûtant sa plume, huile sur panneau de Gérard Dou, 1633.

Les plumes ont d'abord été faites à partir de roseau au IVe siècle, puis de plumes d'oiseaux, plus souples, à partir du VIe siècle. Si aujourd'hui on ne parle plus que de plume d'oie, les plumes de corbeau, de coq de bruyère et de canard étaient utilisées pour l'écriture fine et les plumes de vautour et d'aigle pour l'écriture à traits larges.
Les Romains mentionnent la plume d'oie (d'oiseau) sur des parchemins et papyrus au IVe siècle, mais ils lui préfèrent le calame et elle ne s'impose qu'à partir du Ve siècle. Elle dominera tout le Moyen Âge et la période classique : le bout de la penne, durci par chauffage, est taillé en bec pour retenir la goutte d'encre, le porte-plume est la penne elle-même.
À partir du XVIe siècle, la plume est l'emblème des professions qui en font usage : gens de plume, hommes et femmes de plume. Parmi ceux-ci l'écrivain assez riche ou connu pour qu'on peigne son portrait est ordinairement représenté écrivant avec une plume.

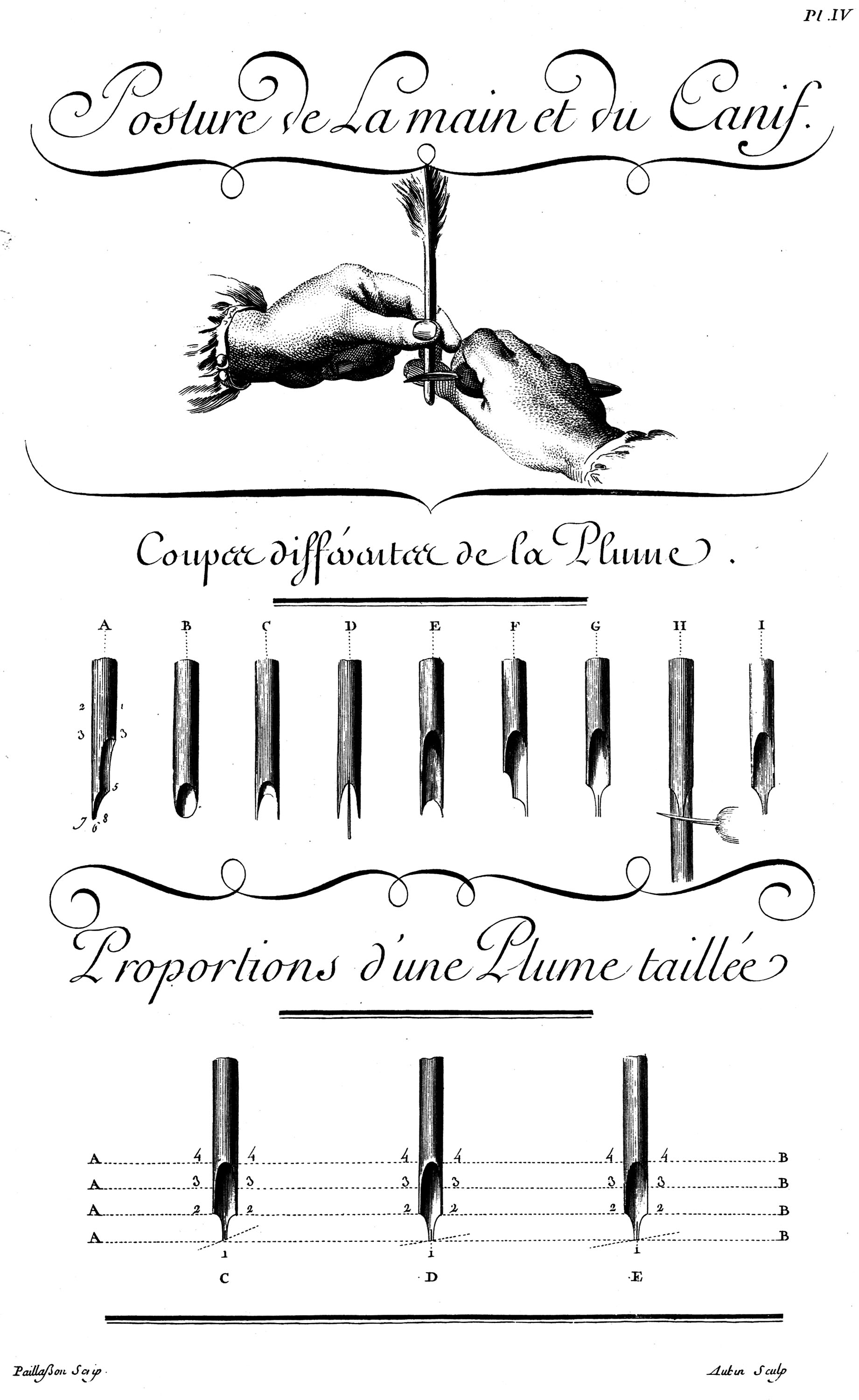
Planche de l'Encyclopédie.

La plume s'use, ramollit dans l'encre, s'effiloche ; il faut la tailler assez souvent, et le canif est dans l'écritoire, avec le sable qui sert de buvard. Chacun peut d'ailleurs tailler sa plume à sa main. Il y faut une certaine compétence. C'est un sujet suffisamment important pour que l'Encyclopédie de Diderot et d'Alembert lui consacre une planche entière organisée par le maître d'écriture Charles Paillasson.
Au début du XIXe siècle, les marchands papetiers proposent des plumes choisies et apprêtées par des spécialistes, qui les dégraissent et les taillent. L'utilisateur pourra la retailler quand elle sera usée. Les marchands travaillent, dès lors, à l'amélioration du produit, et fabriquent des plumes auxquelles se fixe une réserve d'encre. En 1827, Petrache Poenaru brevète à Paris, la plume portable sans fin, qui s'alimente elle-même avec de l'encre, précurseur du stylo-plume d'aujourd'hui. La plume d'oiseau disparaît pratiquement à la fin du XIXe siècle.
La plume métallique apparaît dans l'Antiquité - plumes de cuivre en Égypte, plume de bronze à Rome, plumes d'or et d'argent au Moyen Âge - et tente de compenser le défaut de la plume d'oie dont la pointe s'use vite en grattant le papier (des pointes de plumes en corne ou en écaille de tortue font également cette tentative) mais sa mauvaise souplesse et sa mauvaise tenue à la corrosion provoquée par l'encre ne lui permet pas de la détrôner et elle reste un objet d'artisanat et de curiosité.

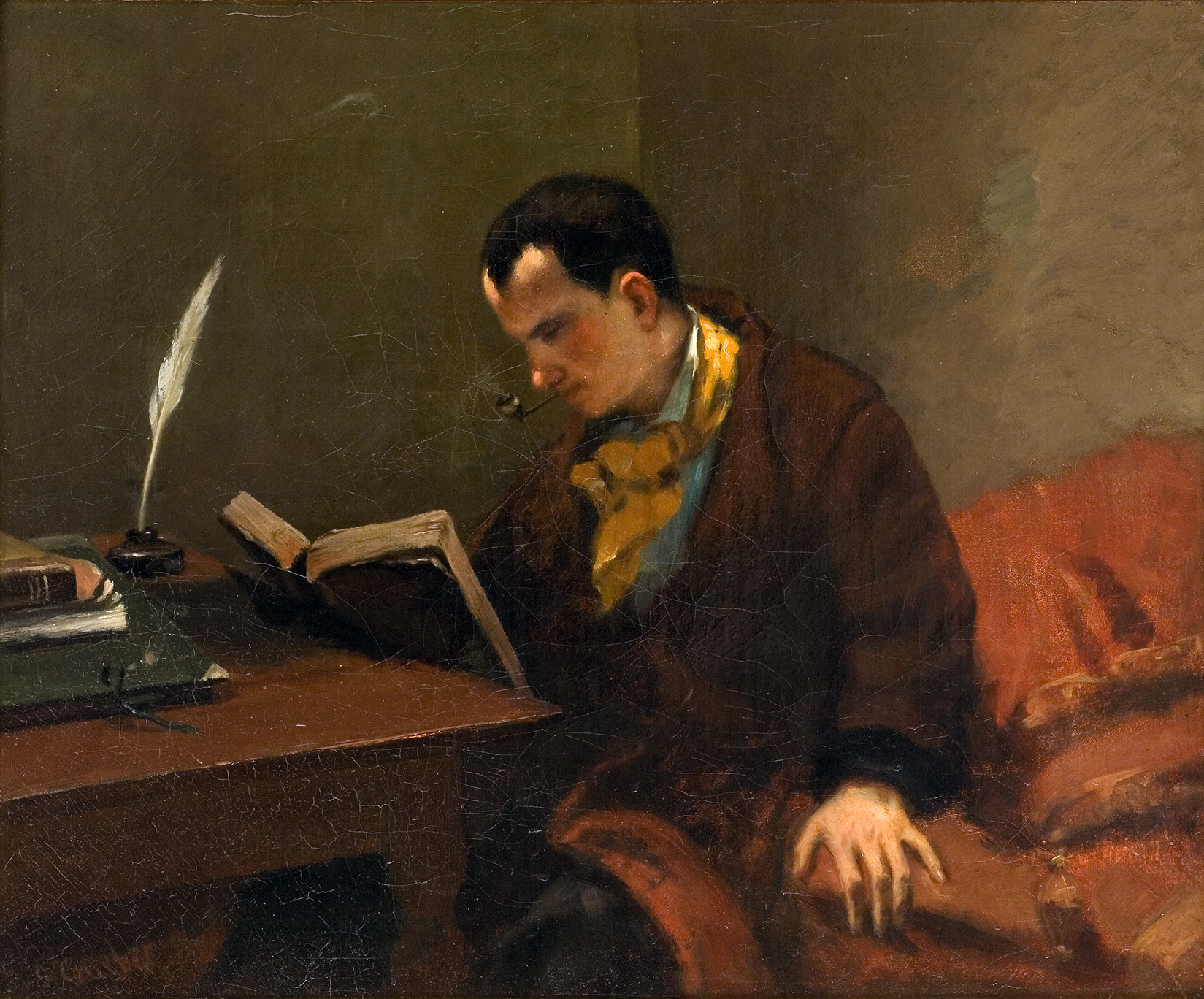
Portrait de Charles Baudelaire par Gustave Courbet.

L'apparition de nouveaux aciers ayant la résistance et la souplesse nécessaire lui permettra de conquérir le monde. Ces premières plumes d'acier sont produites à Birmingham vers 1820 ; dès 1835 les plumes métalliques anglaises commencent à s'exporter dans le monde entier.
Dès la fin du XIXe siècle, le stylo-plume ou « porte-plume réservoir » a concurrencé la plume pour porte-plume avec l'avantage de posséder sa propre réserve d'encre, d'abord sous forme d'un réservoir, puis de cartouches jetables.
Dès 1960 le stylo à bille et le stylo-feutre détrôneront la plume qui n'est plus aujourd'hui utilisée que pour la calligraphie, le dessin et sur les stylographes.
Aujourd'hui, la plume est devenue un objet de collection recherché par les calamophilistes.

## Plume d'oie et d'autres oiseaux

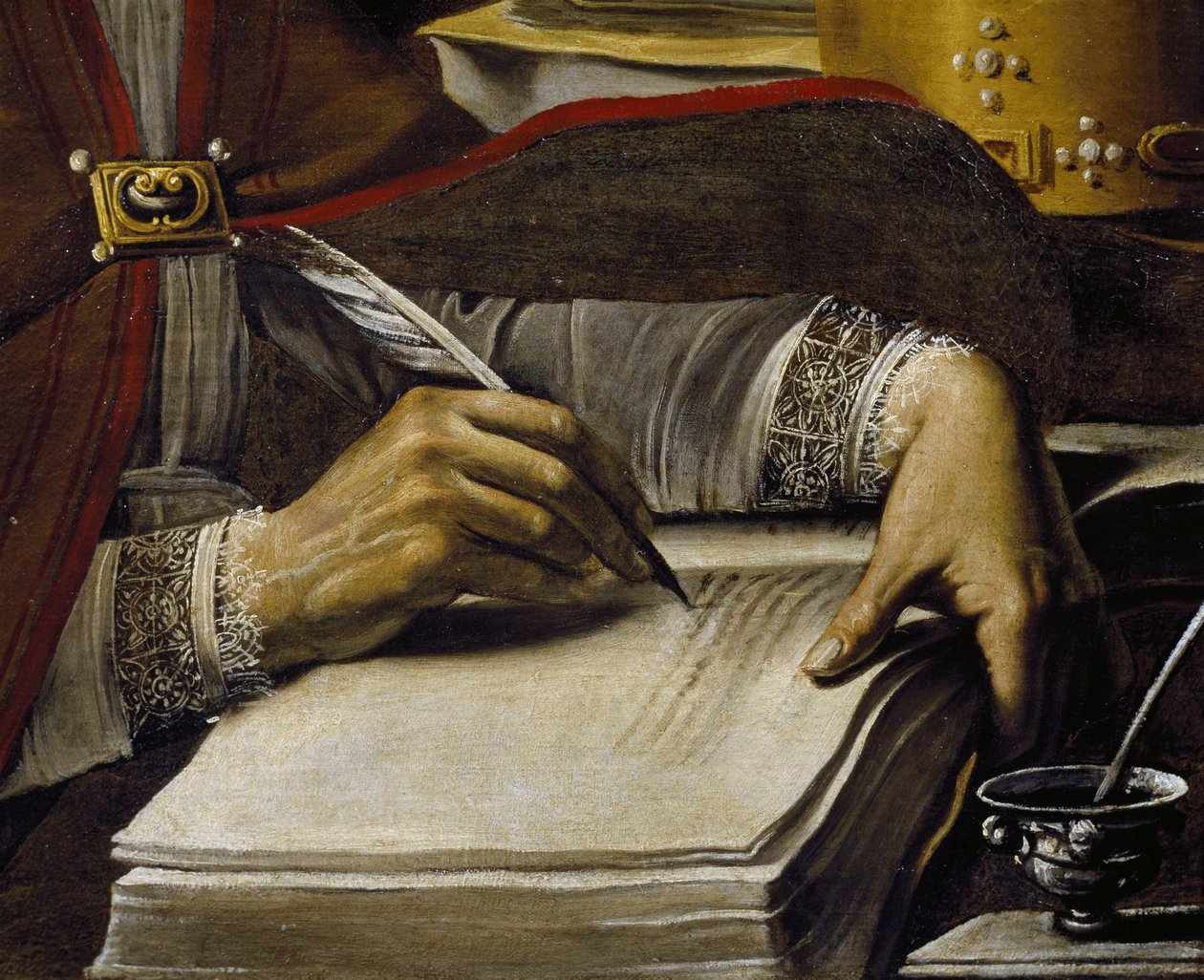
Détail d'une toile de Rutilio Manetti, XVIIe siècle.

La plume d’oiseau remplace progressivement le calame en Occident entre le VIe et IXe siècles, parce qu'elle permet d’écrire en traits plus fin sur le parchemin et que sa souplesse permet de faire plus facilement pleins et déliés.
Chaque oiseau produit environ cinq pennes utilisables sur chaque aile : les rémiges.
La tige de la plume est recouverte d’une graisse qui empêche que l’encre puisse y adhérer. Plusieurs procédés permettaient d'extraire la graisse ; on passait les extrémités des tiges au sable brûlant ou on les lavait à la chaux vive. Les plumes étaient ensuite grattées avec une lame, puis laissées à vieillir pendant environ un an.
La taille, que facilite le taille-plume, est la dernière étape avant l'utilisation.
Jusqu’au milieu du XIXe siècle, la production, la fabrication et la vente de plumes d'oies est une industrie importante en Europe. Les principaux pays producteurs sont la Pologne, la Poméranie et la Lituanie. En 1830 l’Angleterre importe vingt quatre millions de plumes et l’Allemagne cinquante millions; à elle seule la Banque d’Angleterre utilise un million et demi de plumes par an[réf. souhaitée].

## Plume métallique

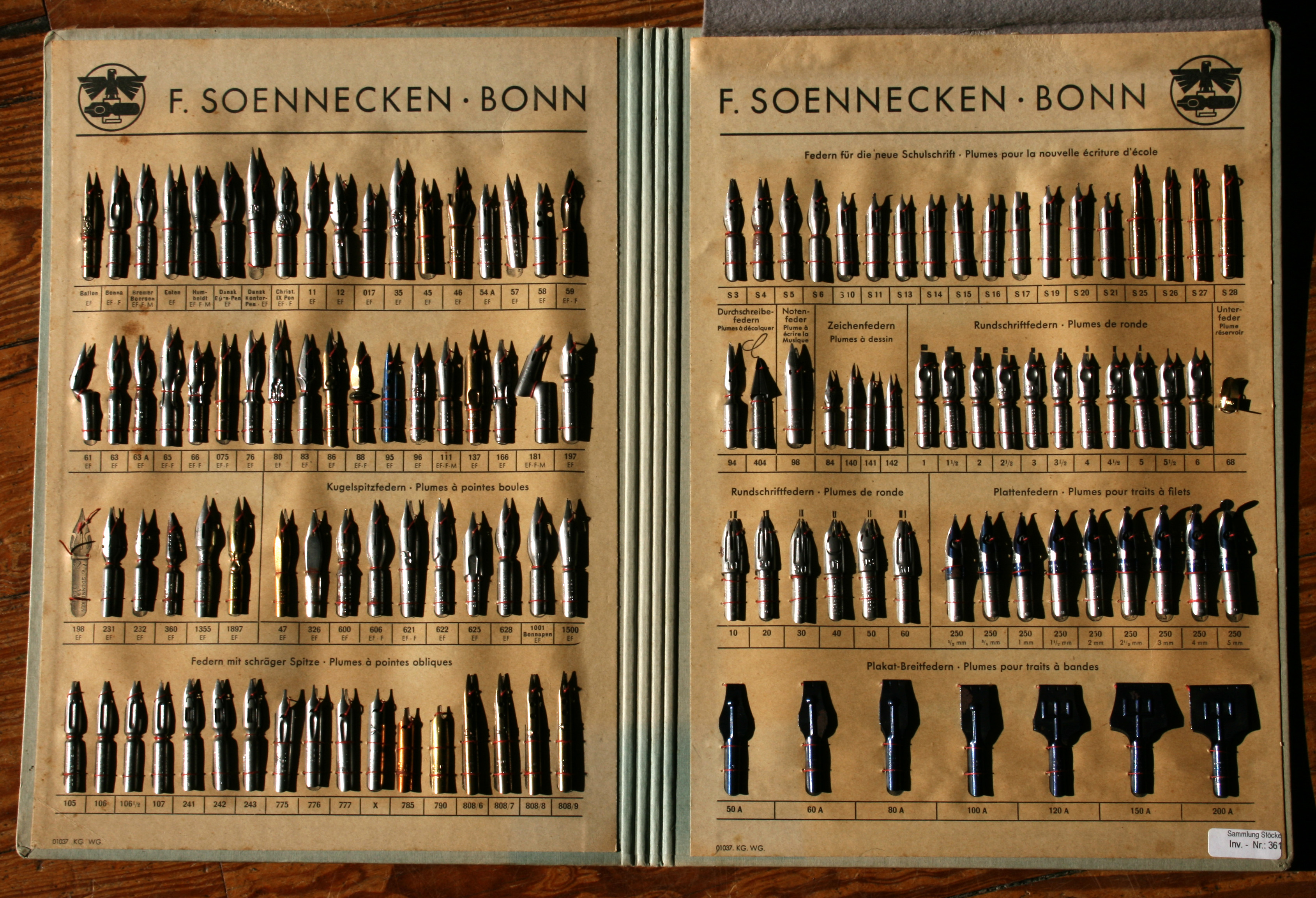
Choix de plumes métalliques.

La plume métallique était fabriquée de manière artisanale depuis l'Antiquité égyptienne. La machine à vapeur permit l'amélioration de la qualité des aciers et la mise au point de procédés de fabrication des métaux en feuille. De 1820 à 1840, la production industrielle de plumes métallique s'installe en Angleterre. On parle de bec de plume à insérer dans un porte-plume.
Jusqu'à la Première Guerre mondiale, les seuls aciers utilisés pour fabriquer les plumes métalliques provenaient de Sheffield – Angleterre et étaient produits à partir de minerai de fer importé de Suède. Les aciéries livraient l'acier en feuilles d'épaisseur calibrée, laminées à chaud.
Birmingham est le centre principal de production de plumes métalliques. Les fondateurs de cette industrie sont Joseph Gillot, Josiah Mason, les frères John et William Mitchells, James Perry.
Sur le chemin d'importation des plumes anglaises à Boulogne-sur-Mer, Pierre Blanzy et Eugène Poure fondent en 1846 la production en France (compagnie Blanzy-Poure). François Lebeau établit sa société en 1856. Camille Baignol et Ferdinand Farjon, ses deux gendres, prendront la suite avec l'entreprise « Baignol et Farjon ».

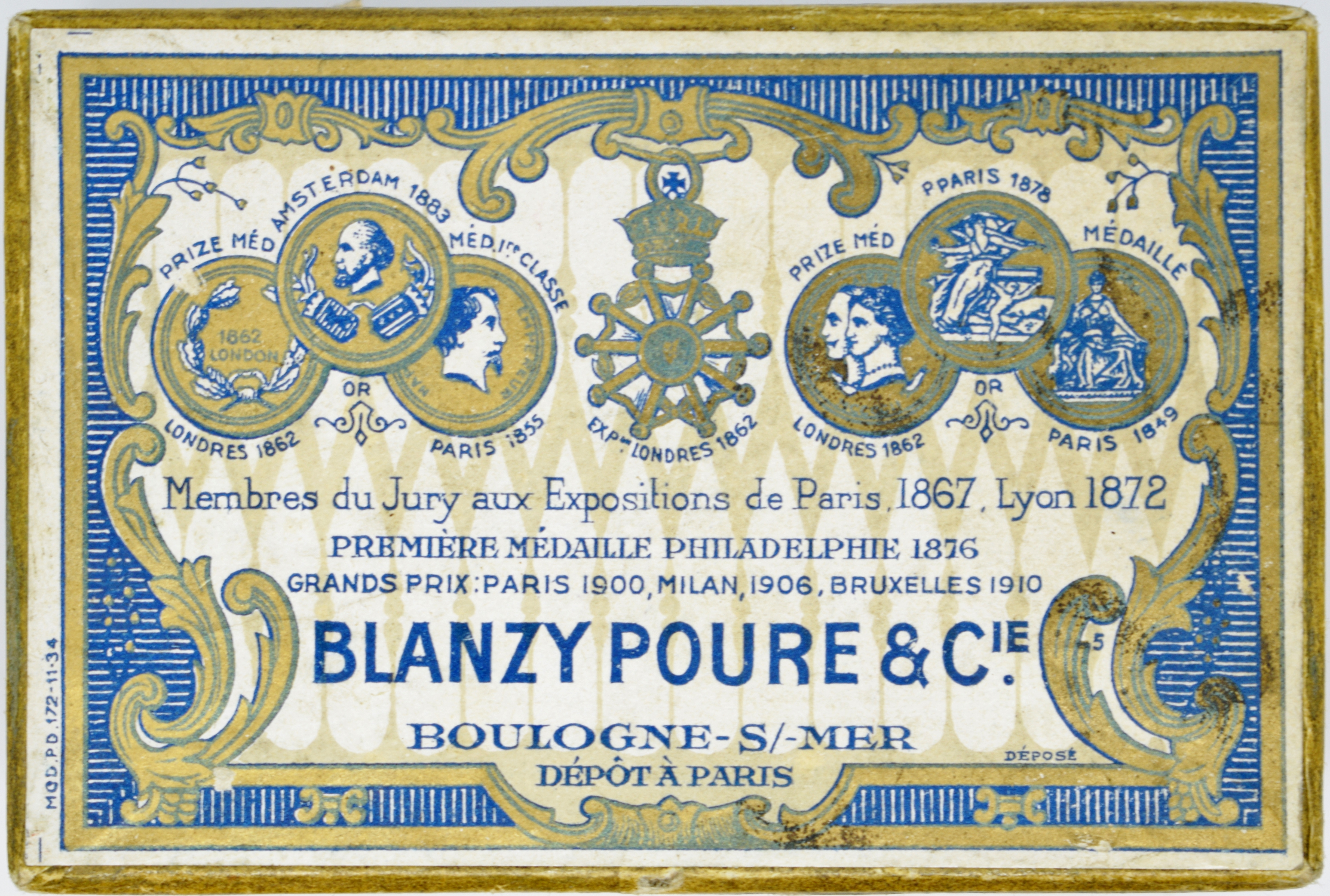
Boîte contenant des plumes de la société Blanzy Poure & Cie.

La plume métallique gagne en longévité avec le remplacement, à la fin du XIXe siècle de l'encre métallo-gallique, dont l'acidité provoquait la corrosion de l'acier, par des encres à base d'aniline.
Les étapes de fabrication des plumes sont[réf. nécessaire] :
1. le découpage à la presse dans les bandes tirées des feuilles d'acier ;
2. le perçage des jours où aboutira la fente ;
3. le marquage des inscriptions ;
4. un recuit pour rendre l'acier plus malléable ;
5. l'estampage pour imprimer un motif en relief ;
6. le formage pour donner sa forme cylindrique à la plume ;
7. une trempe et un revenu pour obtenir la dureté et l'élasticité voulue ;
8. un nettoyage ;
9. un aiguisage pour effiler le bec de la plume ;
10. la découpe de la fente à la presse (l'opération la plus délicate) ;
11. un polissage ;
12. un vernissage pour protéger la plume de l'oxydation.

Les plumes sont vendues en boite de carton illustrées, généralement d'une grosse (144 plumes). D'autres conditionnements sont utilisés, boîtes métalliques puis en matière plastique avec des contenus adaptés au marché, 5, 10, 24, 100 plumes.
Cette activité employait une très importante main d'œuvre, en particulier féminine. À Birmingham, en 1850, 5 000 personnes produisaient plus d'un milliard de plumes par an[réf. nécessaire].
La plume devenant un objet de consommation courante, la concurrence entre les fabricants a entraîné le besoin de se différencier et d'attirer le consommateur. Les plumes prennent des formes et des noms divers :
- liés à l'actualité : plume de l'Alliance – plume du Jubilé ;
- destinés à des consommateurs particuliers : plume Chrétienne – plume du Sacré Cœur pour les écoles chrétiennes ;
- liés aux modes : la défaite de 1870 et le patriotisme en résultant entraînera la création en France de plumes militaires : Sergent Major – Sergent Chef – plume Patriotique – À la Cantinière – À la Cocarde.

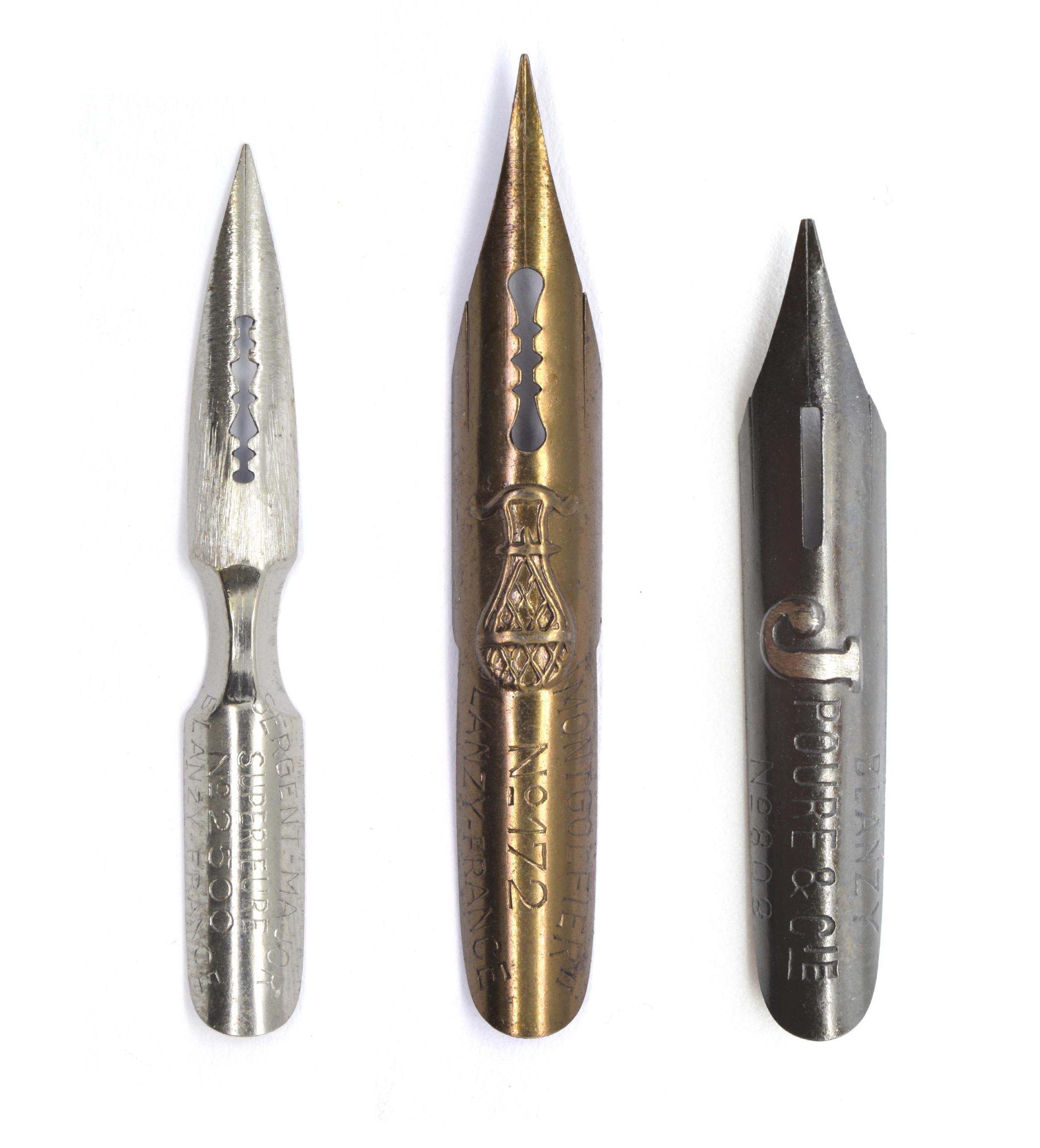
Plumes Sergent Major, Ballon, J pen

Chaque pays a sa plume préférée, utilisée dans les écoles.
- En France :  Gauloise pour les élèves du primaire, Sergent Major pour leurs instituteurs,
- En Belgique : plume Ballon
- En Angleterre : J pen
- En Italie : Penna corona

Au début du XXe siècle, chaque fabricant propose plusieurs centaines de modèles. En 1966, Blanzy-Conté-Gilbert (un des derniers fabricants français) n'en propose plus que 50, puis 20 en 1970 et 4 en 1979.
La plume métallique pour porte-plume disparaît comme objet de consommation courante à partir des années 1960.
Aujourd'hui il ne subsiste que quelques fabricants dans le monde. Ils produisent des plumes pour le dessin et la calligraphie, et quelques modèles comme objets de curiosité.

### Plumes de stylographe

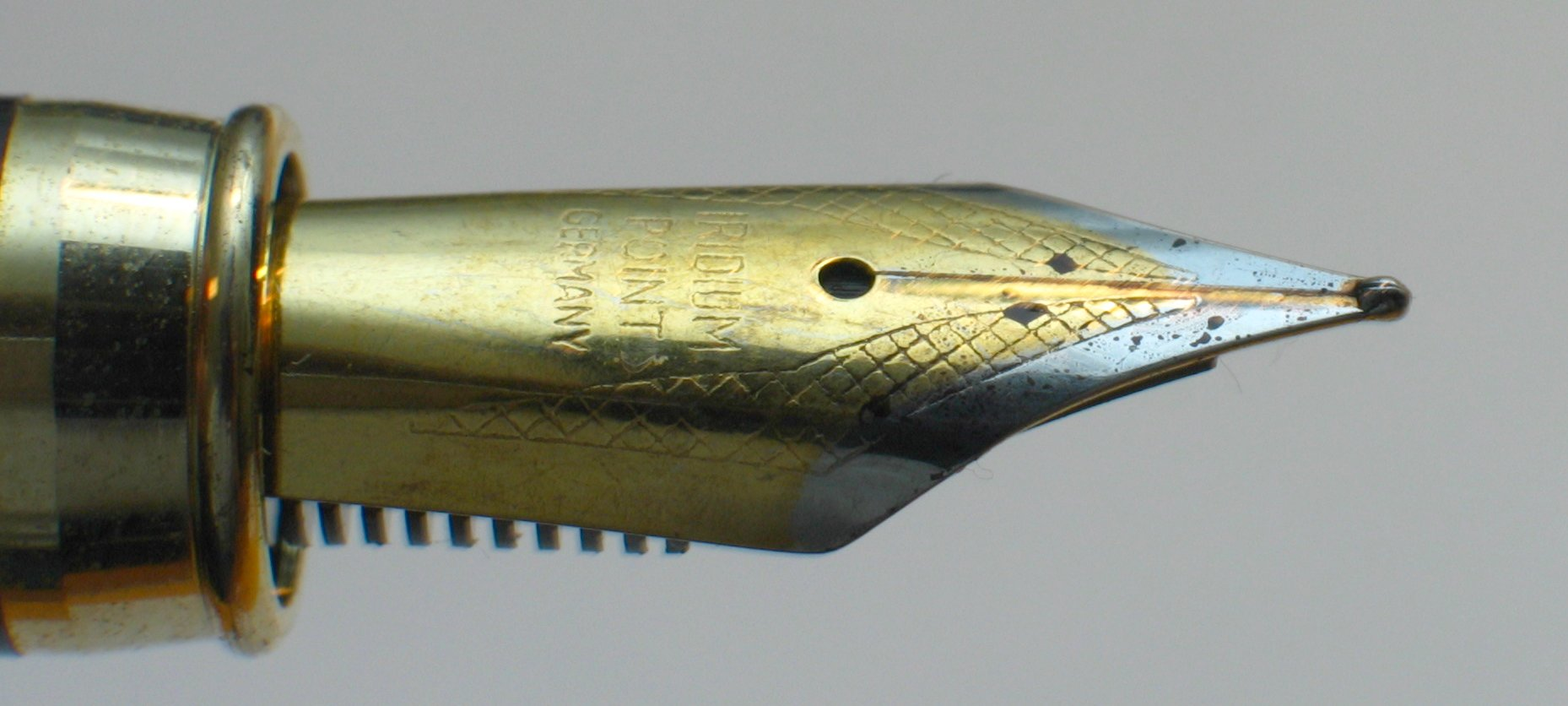
Plume de stylographe.

La plume de stylographe ou stylo-plume, est faite d'acier ou d'or ; d'autres métaux précieux sont aussi utilisés. Pour lui assurer une bonne résistance à l'usure, l'extrémité du bec est parfois réalisée en iridium.
Il existe différentes qualités de plumes, de la banale plume d'acier brut ou doré des stylos-plume scolaires, aux plumes étudiées installées sur ceux des grandes marques de luxe, d'or, de platine ou de palladium. Dans cette dernière catégorie chacune des plumes est spécifique. Les amateurs recherchent celle qui a la dreamtouch (touché de rêve), mais dont le tracé s'effectue en effleurant le papier avec douceur et souplesse grâce à une capillarité qui offre un constant et conséquent débit d'encre[réf. souhaitée].
La plupart des fabricants classent leurs plumes de stylographe en cinq catégories :
- EF : Extra-fine (Extra-fin)
- F : Fine (Fin)
- M : Medium (Moyen)
- B : Bold (Large)
- BB : Double Bold (Extra-large)

Les becs dits « italiques », spécialement conçus pour la calligraphie, sont taillés en biseau plus ou moins larges selon l'épaisseur de trait désirée.
Les becs flexibles, aussi appelé doux (soft), sans bille en bout de bec, sont plus flexibles. On peut modifier l'épaisseur du trait en appliquant plus ou moins de pression sur la plume. Les codes de référence sont les suivants :
- SF : Soft Fine (Flexible-Fin)
- SM : Soft Medium (Flexible-Moyen)
- SB : Soft Bold (Flexible-Large)
- FA : Falcon (Extrêmement flexible)

## Autres plumes

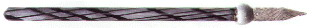
Plume de verre.

D'autres matériaux ont été utilisés pour fabriquer des plumes.
Le celluloïd a permis de faire des plumes souples et résistantes à la corrosion mais fragiles. Leur forme est copiée sur celle des plumes métalliques.
Le verre a permis de faire des plumes qui résistent parfaitement à l'agressivité de l'encre métallo-gallique mais elles sont très fragiles.   La plume de verre est formée d'un ensemble de fils de verre, souvent torsadés, entre lesquels l'encre monte par capillarité ce qui permet à une bonne rétention d'encre dans la plume. Elles ne permettent pas de faire des pleins et des déliés et produisent une écriture fine et uniforme.D'origine Japonaises, elles furent très prisées en Grande-Bretagne à la fin du XIXe siècle, et réutilisées dans les stylos à plume rentrante dans le premier quart du XXe siècle. Elles sont encore produites aujourd'hui au Japon et en Italie comme objet décoratif et cadeau. Malgré cela, plusieurs marques françaises comme Jacques Herbin ou Lecritoire en produisent artisanalement depuis quelques années.  

## Éléments constitutifs d'une plume
Les deux parties principales d’un plume métallique sont le canon et la pointe. Le canon est la partie qui sert à maintenir la plume (par ex : dans un porte plume), la pointe est la partie qui est en contact avec l’encre.
Le canon peut être cylindrique ou plat. Il est souvent gravé ou estampé pour indiquer le nom du fabricant, le nom de la plume et ses caractéristiques. La base du canon s’appelle le talon, qui est parfois surmonté d'un trou.
Le canon et la pointe peuvent être séparés par un épaulement ou un rétrécissement, la gorge.
La pointe est constituée d'un épaulement, d'une carne et d'un bec. Le bec a une incision centrale, la fente, qui se termine par un jour, ou percé. Pour rendre le bec plus souple, il peut avoir des incisions latérales qui elle-même peuvent se prolonger en une fente, le ciseau.

Le canon (en haut) est séparé de la pointe (en bas) par un étranglement médian, la gorge.
Parties de la pointe.
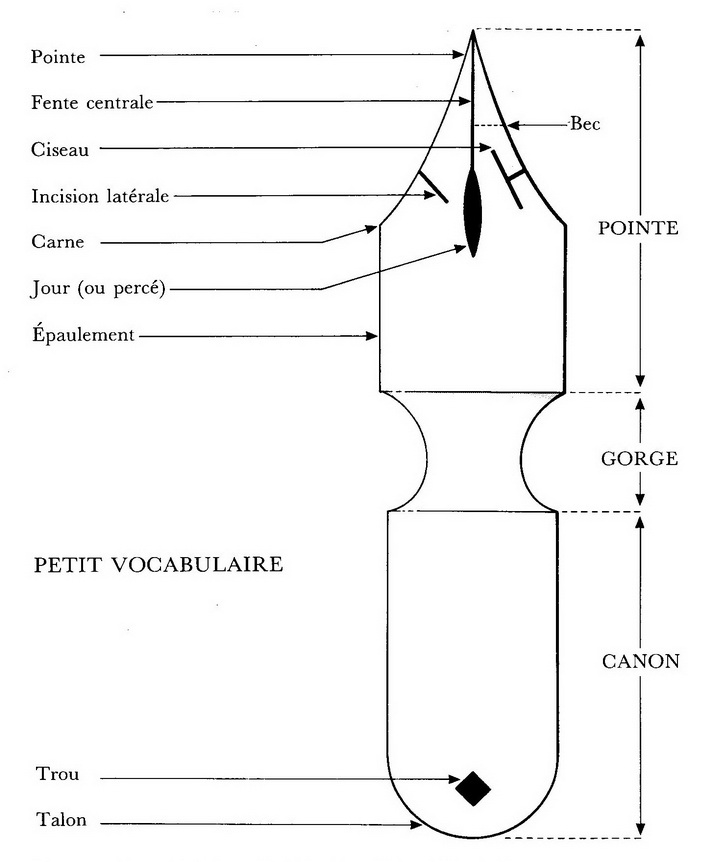
Terminologie.